# Австралійська музика
Австралійська музика (англ. Music of Australia) — музична культура Австралійського Союзу. Складалась внаслідок взаємодії двох різних культур  — корінних жителів континенту та колоністів (які переважно були англійцями), які заселяли Австралію з кінця XVIII століття.

## Популярна музика
Серед найпопулярніших гуртів Австралії — AC/DC, Air Supply, Bee Gees, Tame Impala, King Gizzard and the Lizard Wizard, Cold Chisel, The Easybeats, Hunters & Collectors, INXS, Little River Band, Men at Work, Mental As Anything, Midnight Oil, Mondo Rock, The Seekers, Silverchair і Yothu Yindi. Серед виконавців поп-музики найбільш відомі Пітер Аллен, Джиммі Барнс, Нік Кейв, Кейт Серебрано, Джон Фарнгем, Ґотьє, Енді ГіБ, Ролф Гарріс, Кайлі Міноуг і Олівія Ньютон-Джон.
У жанрі народної і кантрі-музики прославилися Ерік Богл, Смокі Доусон, Слім Дасті, Джина Джефріс, Енн Кіркпатрік, Рег Ліндсі, Маргрет Роднайт, Ширлі Томс і Джон Вільямсон.